# حوزه انتخابیه سوم مینه‌سوتا

حوزه انتخابیه سوم مینه‌سوتا

حوزه انتخابیه سوم مینه‌سوتا یک حوزه انتخابیه مجلس نمایندگان آمریکا است که در ایالت مینه‌سوتا قرار دارد.